# Aéroport de Tête-à-la-Baleine
L'aéroport de Tête-à-la-Baleine est un aéroport situé à 4,6 kilomètres de Tête-à-la-Baleine, au Canada. Il est desservi par la compagnie Air Liaison.

## Situation

### Carte des aéroports du Québec
| \| 100 km1:14 335 000 \| Victoriaville Gaspé Blanc-Sablon Montréal Mont · Tremblant Gatineau-Ottawa Ivujivik Îles-de-la-Madeleine Waskaganish Val-d'Or Trois-Rivières Sherbrooke Sept-Îles Schefferville Salluit Rouyn · Noranda Rivière-du-Loup Rimouski Radisson · Grande-Rivière Port-Menier Québec Mont-Joli La Tuque La · Tabatière Havre · Saint-Pierre La Romaine Kuujjuarapik Kuujjuaq Kattiniq Chibougamau Charlevoix Bonaventure Baie-Comeau Saguenay-Bagotville |
| 100 km1:14 335 000 |